# Lepthyphantes maurusius
Lepthyphantes maurusius är en spindelart som beskrevs av Brignoli 1978. Lepthyphantes maurusius ingår i släktet Lepthyphantes och familjen täckvävarspindlar.
Artens utbredningsområde är Marocko. Inga underarter finns listade i Catalogue of Life.